# Агенция за приватизация
Агенцията за приватизация и следприватизационен контрол (АПСК) е бивш специализиран държавен орган в Република България.[източник? (Поискан преди 1 ден)]